# 爆発ライヴ!+5
爆発ライヴ!+5 (Foot In Mouth)は、アメリカのロックバンド、グリーン・デイのライブ・アルバム。爆発ライヴ!シリーズとしては3作目であるが、タイトルにあるように1995年発売のライブ・アルバム「爆発ライヴ!」に5曲追加し、スペシャルエディションとして発売したものである。

## 収録曲
1. ゴーイング・トゥ・パサラクア
2. ウェルカム・トゥ・パラダイス
3. ギークはパンク・ロッカー
4. ワン・オブ・マイ・ライズ
5. スタック・ウィズ・ミー
6. チャンプ
7. ロングヴュー
8. 2000ライト・イヤーズ・アウェイ
9. ホエン・アイ・カム・アラウンド
10. バーンアウト
11. F.O.D.